# Sikandâr Ier
Pour les articles homonymes, voir Sikandar.
Humayun est sultan de Delhi de la dynastie des Tughlûq sous le nom de Ala-ud-Din Sikandâr shah après la mort de Muhammad III Tughlûq le 22 janvier 1394 à sa mort le 8 mars 1394.

## Sources
- Histoy of medieval India, 1606 - 1756, par S R Bakshi Publié par Anmol Publications PVT. LTD., 2003  (ISBN 8174880283 et 9788174880284)